# R-26

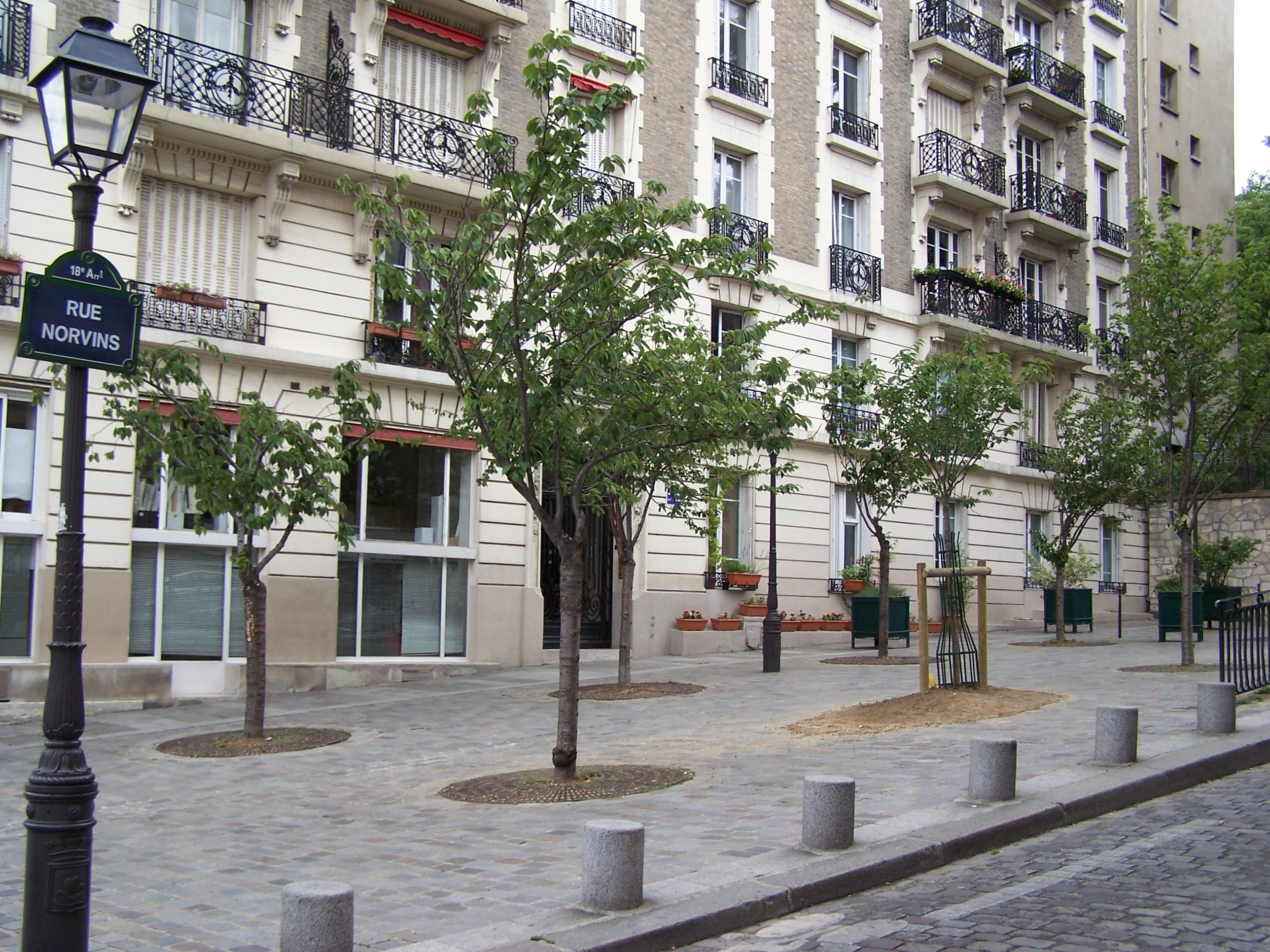
Sídlo salónu

R-26 byl umělecký salon pravidelně pořádaný v soukromém domě Madeleine, Jacotte a Roberta Perrierových na adrese 26, rue Norvins (dnešní 2, Place Marcel-Aymé) v pařížské čtvrti Montmartre. Setkání poprvé proběhlo 11. ledna 1930. Salon se během následujících osmdesáti let stal místem setkání mnoha osobností, včetně malířů Roberta a Sonie Delaunayových, hudebníků Stéphana Grappelliho a Djanga Reinhardta nebo zpěváka Jeana Tranchanta.

## Historie
V roce 1929 žil návrhář látek haute couture Robert Perrier se svou ženou Madeleine a dcerou Marie-Jacques v prostorném bytě v nejvyšším patře s výhledem na Moulin de la Galette v pařížské čtvrti Montmartre. Navštěvovali je umělci bydlící v okolí jako Marcel Aymé a Désiré-Emile Inghelbrecht, Louis-Ferdinand Céline, Gen Paul nebo Tristan Tzara.
Madeleine a Robert Perrierovi byli díky svým konexím v prostředí haute couture uznávanými veřejnými osobnostmi. V jejich domě se pravidelně konala velká společenská setkání, na kterých se setkávali významní umělci a návrháři. Od počátku byla při uvádění nových umělců na tato setkání nejaktivnější malířka Sonia Delaunayová, blízká spolupracovnice Roberta Perriera, pomáhali jí v tom její manžel Robert a její syn Charles. Neformální rodinné večírky Perrierů byly na Silvestra roku 1930 změněny na umělecký salon R-26 („R" jako Robert Perrier a "26“ jako 26, rue Norvins). Mezi zakládajícími členy byl i malíř Georges Vantangerloo, který tu noc navrhl kubistický znak salonu.

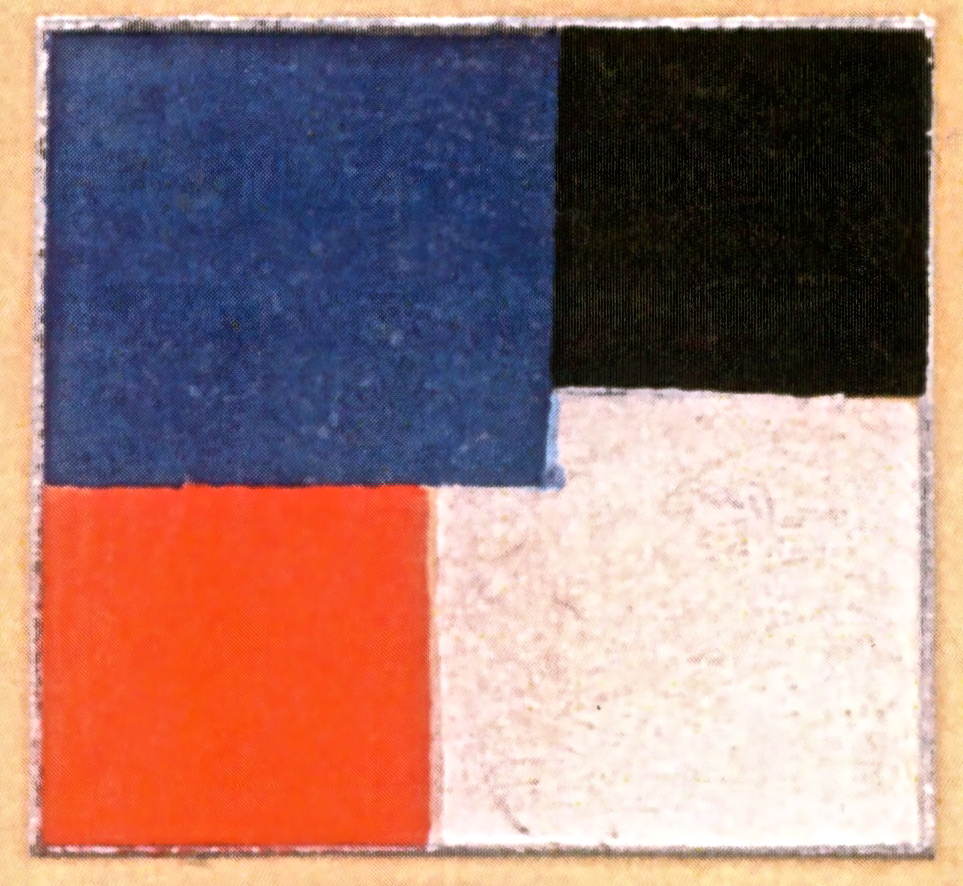
Znak salónu

Po roce 1930 se počet členů bez přerušení rozšiřoval, vystavovala zde fotografka Florence Henry, herečka Mary Marquet, španělský sochař Daniel. Architekta Le Corbusiera uvedl do salónu jeho bratr Albert Jeanneret. Le Corbusier se brzy pustil do modernizace interiéru R-26 a navrhl kubistické schodiště v salonu. Byl to také Le Corbusier, kdo uvedl do salónu Josephine Baker poté, co se s ní setkal během cesty z Ria a Paříže.
V roce 1935 se v R-26 objevilo několik hudebníků, Pierre Dudan, Gazi le Tartar, Raphaël Raffel, Germaine Sablon, Suzy Solidor, Jean Tranchant, Michel Warlop nebo houslista Stéphane Grappelli.
Již v roce 1937 Grappelli pořádal pravidelné zkoušky v R-26 s kytaristou Django Reinhardtem.
Salon byl přes druhou světovou válku a německou okupaci uzavřen, po osvobození Paříže však činnost obnovil. Za více než dva roky přijali Madeleine a Robert Perrierovi na 170 amerických důstojníků, většinou letců. Stálí hosté R-26 přiváželi armádní V-disky s hudbou Glenna Millera, Bennyho Goodmana nebo Franka Sinatry.
Po smrti Roberta Perriera v roce 1987 se Jacotte Perrier rozhodla přeměnit umělecký salon na dlouhodobé pobyty zahraničních studentů, kteří přijeli zdokonalit své umělecké nadání do Paříže.